# 분데스리가 2012-13
푸스발-분데스리가 2012-13은 독일 축구의 1부 리그인 푸스발-분데스리가의 50번째 시즌이다. 이 시즌은 2012년 8월 23일 베스트팔렌슈타디온에서 이전 시즌 우승팀 도르트문트와 베르더 브레멘의 경기로 시작되었으며 2013년 5월 18일 마지막 경기가 펼쳐졌다. 2012년 12월 15일부터 2013년 1월 19일까지는 휴식기가 있었다. 바이에른 뮌헨은 이전 기록보다 2경기 적은 28라운드에서 우승을 확정지었다.
이전 시즌에 참가한 상위 15개 팀과 2. 푸스발-분데스리가 2011-12 우승팀과 준우승팀, 전 시즌 푸스발-분데스리가 16위팀과 2. 푸스발-분데스리가 3위팀간의 승격·강등 플레이오프 승리팀 모두 18개 팀이 리그에서 경쟁하게 된다.
수도 베를린을 포함하여 이전 동독 지역에 연고를 갖는 팀이 진출하지 못했다는 것이 2012-13 시즌 특징이다.

## 참가 팀
쾰른과 1. FC 카이저슬라우테른은 2011-12 시즌 종료 후 각각 17위와 18위로 마감하여 2. 푸스발-분데스리가로 강등되었다. 쾰른은 4년 만에 2부리그 강등을 당하였고, 카이저슬라우테른은 고작 2년 만에 다시 2부리그로 내려갔다.
강등당한 두 팀은 그로이터 퓌르트와 SGE 프랑크푸르트로 대체되었다. 그로이터 퓌르트는 1962-63 시즌이 종료된 뒤 새로이 출범한 분데스리가 원년 멤버가 되는데 실패하였으나, 출범 49년 만에 다시 1부리그에 복귀하며 그 설움을 씻어내었다. 반면, SGE 프랑크푸르트는 2010-11 시즌에 강등된지 한시즌만에 분데스리가 복귀에 성공하였다.
마지막 한자리는 2011-12 시즌에 1부리그 16위를 한 헤르타 BSC와 뒤셀도르프 간의 플레이오프를 통해 결정되었다. 뒤셀도르프는 플레이오프에서 합계 4-3 승리를 거두며 15년간의 하부리그 생활을 청산하였다. 헤르타는 승격 1년 만에 다시 2. 푸스발-분데스리가로 강등되었다.

### 경기장과 위치
새로 승격한 그로이터 퓌르트는 홈경기를 자신의 홈구장에서 치르기 위해 트롤리 아레나를 18,000석으로 확장하였다.

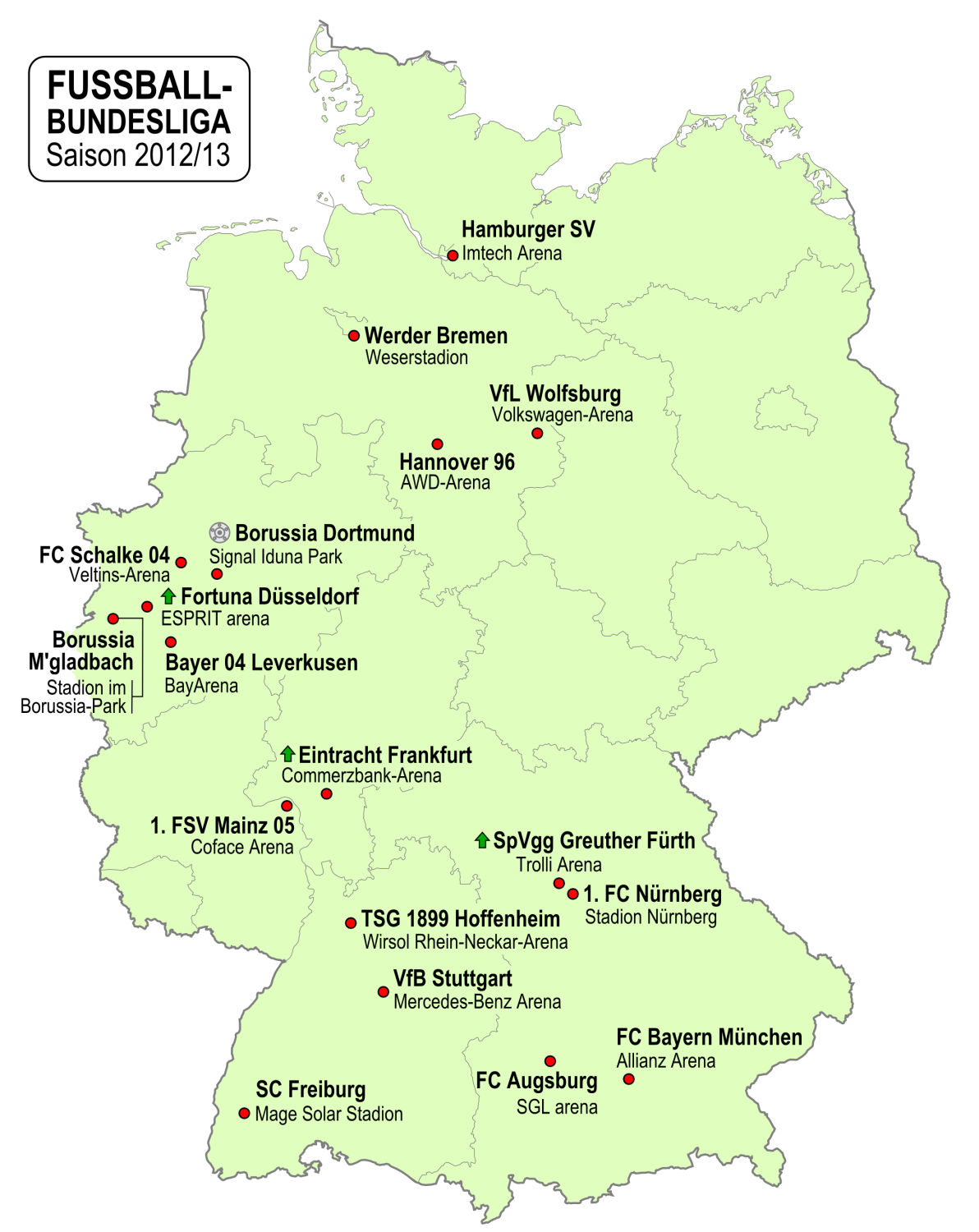
2012-13 시즌 홈구장 위치

| 구단                    | 위치                 | 홈구장                 | 수용 인원 |
| ----------------------- | -------------------- | ---------------------- | --------- |
| 그로이터 퓌르트         | 퓌르트               | 트롤리 아레나          | 18,000    |
| 뉘른베르크              | 뉘른베르크           | 프랑켄슈타디온         | 48,548    |
| 보루시아 도르트문트     | 도르트문트           | 지그날 이두나 파크     | 80,720    |
| 뒤셀도르프              | 뒤셀도르프           | 에스프리 아레나        | 54,600    |
| 마인츠 05               | 마인츠               | 코파스 아레나          | 33,500    |
| 보루시아 묀헨글라트바흐 | 묀헨글라트바흐       | 보루시아 파크          | 54,057    |
| 바이어 04 레버쿠젠      | 레버쿠젠             | 바이아레나             | 30,210    |
| 바이에른 뮌헨           | 뮌헨                 | 알리안츠 아레나        | 69,901    |
| 베르더 브레멘           | 브레멘               | 베저슈타디온           | 42,500    |
| 볼프스부르크            | 볼프스부르크         | 폴크스바겐 아레나      | 30,000    |
| 샬케 04                 | 겔젠키르헨           | 벨틴스 아레나          | 61,673    |
| 슈투트가르트            | 슈투트가르트         | 메르세데스-벤츠 아레나 | 60,204    |
| 아우크스부르크          | 아우크스부르크       | 임풀스 아레나          | 30,660    |
| 프라이부르크            | 프라이부르크         | 드라이잠 슈타디온      | 24,000    |
| SGE 프랑크푸르트        | 프랑크푸르트 암 마인 | 코메르츠방크 아레나    | 51,500    |
| 하노버 96               | 하노버               | AWD 아레나             | 49,000    |
| 함부르크                | 함부르크             | 폴크스파르크슈타디온   | 57,274    |
| 호펜하임                | 진스하임             | 라인 네카어 아레나     | 30,164    |

### 감독, 주장과 스폰서
도르트문트는 유니폼 스폰서를 이탈리아의 카파에서 푸마로 교체하였다. 도르트문트는 이 독일 기업과 8년 (2019-20 시즌까지 유효한) 계약을 체결하였다. 몇 클럽들은 메인 스폰서와의 계약을 갱신하지 않았다. 슈투트가르트는 가지 유업회사를 대신하여 메르체데스-벤츠 차량회사의 로고를 셔츠에 새기게 되었다. 뒤셀도르프는 스위스 소매기업 바우하우스를 대신하여 전화 회사인 o.tel.o.의 스폰서쉽 계약을 체결하였다. 아직 3팀은 새 스폰서를 물색하고 있다. 프라포트는 SGE 프랑크푸르트와의 계약 갱신을 하지 않기로 결정하였고, 헤센주의 클럽은 새 스폰서를 물색하고 있다. 그 외에도 스폰서 계약이 만료된 클럽은 뉘른베르크와 베르더 브레멘이 있는데 이 두팀은 각각 아레바, 타르고 은행의 스폰서쉽 계약이 만료되었다. 베르더 브레멘은 2012년 8월 초에 가금업 회사인 비젠호프사와 계약하였다. 비젠호프사는 여러 차례 동물 학대 문제로 시위 대상이 되었었다.
참고: 감독, 주장은 2011-12 시즌 종료 당시를 기준으로 하고 있어, 이적 시장이 진행되는 동안 변경될 수 있다.
| 구단                | 감독                  | 주장                | 유니폼 스폰서 | 메인 스폰서                          |
| ------------------- | --------------------- | ------------------- | ------------- | ------------------------------------ |
| 그로이터 퓌르트     | 미하엘 뷔즈켄즈       | 머르김 마브라이     | 야코          | ERGO 보험                            |
| 뉘른베르크          | 디터 헤킹             | 라파엘 섀퍼         | 아디다스      | 미정                                 |
| 보루시아 도르트문트 | 위르겐 클로프         | 제바스티안 켈       | 푸마          | 에보닉                               |
| 뒤셀도르프          | 노어베어트 마이어     | 안드레아스 람베어츠 | 푸마          | o.tel.o.                             |
| 마인츠 05           | 토마스 투헬           | 니콜체 노베스키     | 나이키        | 엔테가                               |
| 묀헨글라트바흐      | 뤼시앵 파브르         | 필립 다엠스         | 로토          | 포스트방크                           |
| 바이어 04 레버쿠젠  | 사미 휘피애           | 지몬 롤페스         | 아디다스      | 선파워                               |
| 바이에른 뮌헨       | 유프 하인케스         | 필리프 람           | 아디다스      | T-홈 (홈 / 써드킷) / 리가토탈 (원정) |
| 베르더 브레멘       | 토마스 샤프           | 클레멘스 프리츠     | 나이키        | 비젠호프 (PHW-그룹)                  |
| 볼프스부르크        | 펠릭스 마가트         | 크리스티안 트레슈   | 아디다스      | 폭스바겐                             |
| 샬케 04             | 후프 슈테벤스         | 베네딕트 회베데스   | 아디다스      | 가즈프롬                             |
| 슈투트가르트        | 브루노 라바디아       | 제르다어 타스치     | 푸마          | 메르체데스-벤츠 방크                 |
| 아우크스부르크      | 마르쿠스 바인치얼     | 파울 페어해흐       | 야코          | AL-KO                                |
| 프라이부르크        | 크리스티안 슈트라이히 | 율리안 슈스터       | 나이키        | 에어만                               |
| SGE 프랑크푸르트    | 아르민 페             | 피어민 슈베글러     | 야코          | 크롬바허 맥주                        |
| 하노버 96           | 미르코 슬롬카         | 스티븐 체룬돌로     | 야코          | TUI 여행사                           |
| 함부르크            | 토르스텐 핑크         | 하이코 베스테르만   | 아디다스      | 에미레이트 항공                      |
| 호펜하임            | 마르쿠스 바벨         | 안드레아스 베크     | 푸마          | 선테크                               |

### 감독 교체
| 클럽           | 해임된 감독   | 사유      | 해임일     | 후임 감독         | 부임일     | 당시 리그 순위 |
| -------------- | ------------- | --------- | ---------- | ----------------- | ---------- | -------------- |
| 아우크스부르크 | 요스 뤼휘카이 | 계약 만료 | 2012-05-05 | 마르쿠스 바인치얼 | 2011-05-17 | 오프 시즌      |

## 리그 순위
| 순위 | 팀                  | 경기 | 승 | 무 | 패 | 득 | 실 | 차  | 승점 | 참가 자격 및 강등                    |
| ---- | ------------------- | ---- | -- | -- | -- | -- | -- | --- | ---- | ------------------------------------ |
| 1    | 바이에른 뮌헨 (C)   | 34   | 29 | 4  | 1  | 98 | 18 | +80 | 91   | UEFA 챔피언스리그 2013-14 조별 리그  |
| 2    | 도르트문트          | 34   | 19 | 9  | 6  | 81 | 42 | +39 | 66   | UEFA 챔피언스리그 2013-14 조별 리그  |
| 3    | 레버쿠젠            | 34   | 19 | 8  | 7  | 65 | 39 | +26 | 65   | UEFA 챔피언스리그 2013-14 조별 리그  |
| 4    | 샬케 04             | 34   | 16 | 7  | 11 | 58 | 50 | +8  | 55   | UEFA 챔피언스리그 2013-14 플레이오프 |
| 5    | 프라이부르크        | 34   | 14 | 9  | 11 | 45 | 40 | +5  | 51   | UEFA 유로파리그 2013-14 플레이오프   |
| 6    | SGE 프랑크푸르트    | 34   | 14 | 9  | 11 | 49 | 48 | +1  | 51   | UEFA 유로파리그 2013-14 3차 예선전   |
| 7    | 함부르크            | 34   | 14 | 6  | 14 | 38 | 42 | -4  | 48   |                                      |
| 8    | 묀헨글라트바흐      | 34   | 12 | 11 | 11 | 45 | 49 | -4  | 47   |                                      |
| 9    | 하노버 96           | 34   | 13 | 6  | 15 | 60 | 62 | -2  | 45   |                                      |
| 10   | 뉘른베르크          | 34   | 11 | 11 | 12 | 39 | 47 | -8  | 44   |                                      |
| 11   | 볼프스부르크        | 34   | 10 | 13 | 11 | 47 | 52 | -5  | 43   |                                      |
| 12   | 슈투트가르트        | 34   | 12 | 7  | 15 | 37 | 55 | -18 | 43   | UEFA 유로파리그 2013-14              |
| 13   | 마인츠 05           | 34   | 10 | 12 | 12 | 42 | 44 | -2  | 42   |                                      |
| 14   | 베르더 브레멘       | 34   | 8  | 10 | 16 | 50 | 66 | -16 | 34   |                                      |
| 15   | 아우크스부르크      | 34   | 8  | 9  | 17 | 33 | 51 | -18 | 33   |                                      |
| 16   | 1899 호펜하임 (Q)   | 34   | 8  | 7  | 19 | 42 | 67 | -25 | 31   | 승강 플레이오프                      |
| 17   | 뒤셀도르프 (R)      | 34   | 7  | 9  | 18 | 39 | 57 | -18 | 30   | 2. 푸스발-분데스리가 2013-14로 강등  |
| 18   | 그로이터 퓌르트 (R) | 34   | 4  | 9  | 21 | 26 | 60 | -34 | 21   | 2. 푸스발-분데스리가 2013-14로 강등  |

* 마지막 업데이트 : 2013년 5월 18일
* 출처 : 분데스리가 공식 웹사이트
* 순위 결정방식 : 
1) 승점; 2) 골 득실차; 3) 득점 수.
* (C) = 우승; (R) = 강등; (P) = 승격; (O) = 플레이오프 승리; (A) = 다음 라운드 진출 
* 시즌이 끝나지 않은 경우만 사용되는 표시: 
(Q) = 대항전 진출 자격이 됨; (TQ) = 대항전 진출 자격이 됐으나 진출할 라운드가 정해지지 않음; (RQ) = 강등 결정전 진출 자격이 됨; (DQ) = 대항전 진출 자격을 잃음.

## 기록
| \| 순위 \| 선수 \| 팀 \| 골[8] \| \| ---- \| --------------------- \| ------------------------- \| ----- \| \| 1 \| 슈테판 키슬링 \| 바이어 레버쿠젠 \| 25 \| \| 2 \| 로베르트 레반도프스키 \| 보루시아 도르트문트 \| 24 \| \| 3 \| 알렉산더 마이어 \| 아인트라흐트 프랑크푸르트 \| 16 \| \| 4 \| 베다드 이비셰비치 \| VfB 슈투트가르트 \| 15 \| \| 4 \| 마리오 만주키치 \| 바이에른 뮌헨 \| 15 \| \| 6 \| 마르코 로이스 \| 보루시아 도르트문트 \| 14 \| \| 7 \| 토마스 뮐러 \| 바이에른 뮌헨 \| 13 \| \| 7 \| 설러이 아담 \| 1. FSV 마인츠 05 \| 13 \| \| 9 \| 아르툠스 루드네우스 \| 함부르크 SV \| 12 \| \| 9 \| 손흥민 \| 함부르크 SV \| 12 \| \| 9 \| 마메 비람 디우프 \| 하노버 96 \| 12 \| | 도움                  |                           |    |
| 순위 | 선수                  | 팀                        | 골 |
| 1 | 슈테판 키슬링         | 바이어 레버쿠젠           | 25 |
| 2 | 로베르트 레반도프스키 | 보루시아 도르트문트       | 24 |
| 3 | 알렉산더 마이어       | 아인트라흐트 프랑크푸르트 | 16 |
| 4 | 베다드 이비셰비치     | VfB 슈투트가르트          | 15 |
| 4 | 마리오 만주키치       | 바이에른 뮌헨             | 15 |
| 6 | 마르코 로이스         | 보루시아 도르트문트       | 14 |
| 7 | 토마스 뮐러           | 바이에른 뮌헨             | 13 |
| 7 | 설러이 아담           | 1. FSV 마인츠 05          | 13 |
| 9 | 아르툠스 루드네우스   | 함부르크 SV               | 12 |
| 9 | 손흥민                | 함부르크 SV               | 12 |
| 9 | 마메 비람 디우프      | 하노버 96                 | 12 |